# Amtsgericht Dingelstädt
Das Amtsgericht Dingelstädt war ein Gericht der ordentlichen Gerichtsbarkeit in Dingelstädt.

## Geschichte
Von 1849 bis 1879 bestand in Dingelstädt die Gerichtskommission Dingelstädt des Kreisgerichtes Heiligenstadt. Im Rahmen der Reichsjustizgesetze wurden reichsweit einheitlich Oberlandes-, Land- und Amtsgerichte gebildet. Das königlich preußische Amtsgericht Dingelstädt wurde mit Wirkung zum 1. Oktober 1879 als eines von 14 Amtsgerichten im Bezirk des Landgerichtes Nordhausen im Bezirk des Oberlandesgerichtes Naumburg gebildet. Der Sitz des Gerichtes war die Stadt Dingelstädt. Sein Gerichtsbezirk umfasste aus dem Landkreis Heiligenstadt der Stadtbezirk Dingelstedt, die Amtsbezirke Geismar und Kreuzebra sowie aus dem Amtsbezirk Mühlhausen die Gemeindebezirke Küllstedt und Silberhausen. Am Gericht bestanden 1880 zwei Richterstellen. Das Amtsgericht war damit ein mittelgroßes Amtsgericht im Landgerichtsbezirk. Gerichtstage wurden in Geismar gehalten.
Nach dem Zweiten Weltkrieg wurden in der SBZ Länder gebildet. Infolge der Eingliederung des ehemaligen preußischen Regierungsbezirkes Erfurt nach Thüringen war eine Neuordnung der Thüringer Gerichtsbezirkseinteilung notwendig geworden, welche dann auch mittels der Ausführungsverordnung über die Sitze und Bezirke der Amtsgerichte im Lande Thüringen vom 16. September 1949 (Reg.Bl. I S. 55) geschah. Damit kam das Amtsgericht Dingelstädt zum Landgericht Mühlhausen. In der DDR wurden 1952 die Amtsgerichte aufgehoben und einheitlich Kreisgerichte gebildet. Dingelstädt kam zum  Kreis Worbis, entsprechend wurde das Amtsgericht Dingelstädt aufgehoben, ohne dass ein Kreisgericht in Dingelstädt gebildet wurde.